# Microtus hartingi
Microtus hartingi — вид мишоподібних ссавців з родини хом'якових. Вид відділений від Microtus guentheri, який живе в Західній Азії. Дивергенція видів відбулася недавно (0,5–3,5 млн років).

## Морфологія
Довжина тулуба й голови становить приблизно від 19,2 мм до 23,5% довжини хвоста. Довжина хвоста 21–28 мм. Забарвлення спини дорослих особин світло-коричневе зі світло-сірувато-жовтим відтінком, а черевне – дуже світло-сіре з жовтувато-білим відтінком. 2n=54, FN=56.

## Середовище проживання
Проживає у таких країнах: Сербія, Північна Македонія, Болгарія, Греція, Туреччина (турецька Фракія й західна Анатолія умовно). Вид утворює колонії на степових ділянках з трав'янистими дикотрав'ями (Poaceae), рівнинами, перелогами або сільськогосподарськими угіддями. Якщо відбувається руйнування середовища проживання або через голод тварини переходять до сільськогосподарських районів, яблуневих садів чи на узбіччях доріг.

## Спосіб життя
Вони часто живуть у виритих ними тунелях у ґрунтах. Гнізда в основному розташовуються навколо меж поля. М. hartingi будує гнізда з бур'янів, коли ґрунту не вистачало. M. hartingi зазвичай харчується насінням. Основними поживними речовинами для них є зерна, такі як пшениця і ячмінь, а також коріння і стебла трав'янистих рослин. 